# Pseudocorchorus
Pseudocorchorus  es un género de fanerógamas con siete especies perteneciente a la familia Malvaceae. 

## Especies
| - Pseudocorchorus alatus - Pseudocorchorus cornutus - Pseudocorchorus danguyanus - Pseudocorchorus greveanus | - Pseudocorchorus mamillatus - Pseudocorchorus pusillus - Pseudocorchorus rostratus |